# Anna Maria Indrio
Anna Maria Luisa Indrio (Meina, 11 juni 1943) is een Italiaans-Deense architect.

## Carrière

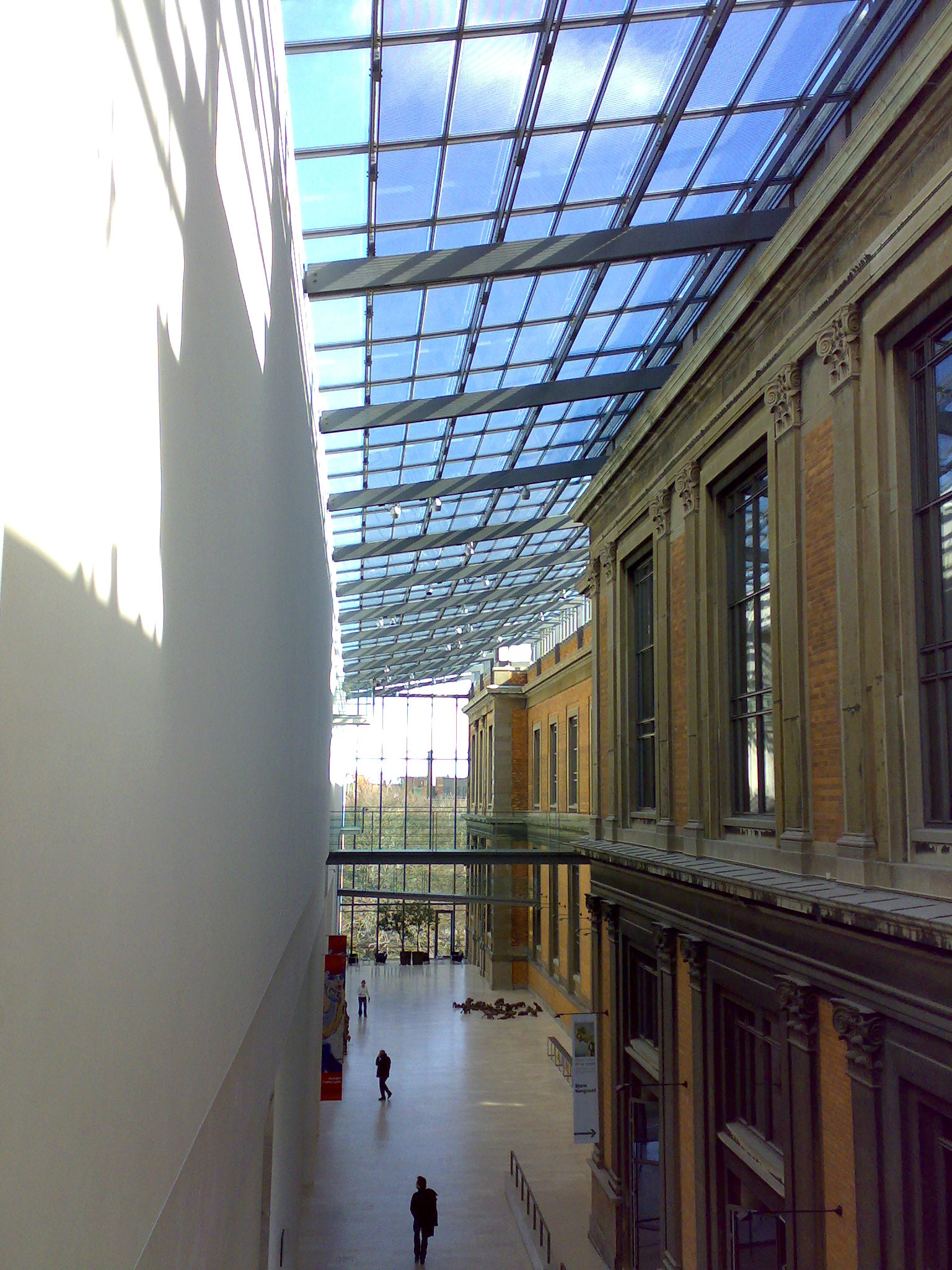
Het Deense Statens Museum for Kunst in Kopenhagen, waarvan de uitbreiding links (1998) ontworpen is door Indrio.

Indrio werd opgeleid in Rome (1962-1965) en aan de Academie voor Schone Kunsten in Kopenhagen (1966-1971), waar zij onder meer studeerde bij Johan Otto von Spreckelsen. Tussen 1979 en 1989 had ze een architectenbureau met Poul Jensen en ontwierp ze de Nørrevang kerk in Slagelse (1989), waar regionale en postmoderne stijlelementen elkaar ontmoeten.
In 1991 werd zij partner bij C.F. Møllers Tegnestue, waar zij de hoofdarchitect was voor de uitbreiding van het Statens Museum for Kunst (1995-1998) en het voormalige hoofdkantoor van Mærsk Datas in Vibenshus Runddel (2000), beide in Kopenhagen en beide vertegenwoordigers van een interpretatie van het modernisme. Ze ontwierp ook de uitbreiding van het Arken Museum voor Moderne Kunst in Ishøj (2007).

## Lidmaatschappen
Indrio is of was lid van de Theophilus Hansen Legacy Board, lid van de Society of Artists, lid van verschillende ministeriële commissies, bestuurslid van het Deense Instituut voor Bouwonderzoek (1996-2002), lid van de Raad van Vertegenwoordigers van de Nationale Vereniging van Deense Architecten en het Bouwkunstencomité (1980-1994) en ze was censor voor professoraten aan de Academie voor Schone Kunsten in Kopenhagen en de School voor Architectuur in Aarhus.

## Erkenningen
Indrio ontving een prijs voor het woongebouw Østerbrogade 105 in Kopenhagen in 2007, de Nykredit Architectuurprijs in 2006, prijzen voor verschillende gebouwen, waaronder Mærsk Data, werd geridderd in de Orde van de Ster van de Italiaanse Solidariteit in 2003 en in de Deense Orde van de Dannebrog in 2000. Ook ontving Indrio de Wall Prize in 1999 en de Concrete Society Award in 2009. In 2010 ontving zij de Eckersberg Medaille. 